# Agrilus delicatulus
Agrilus delicatulus es una especie de insecto del género Agrilus, familia Buprestidae, orden Coleoptera. Fue descrita por Waterhouse, 1889.
Se encuentra en Arizona y México.